# Allen Evangelista
Allen Evangelista (...) è un attore statunitense.
Conosciuto per il ruolo di Henry Miller in La vita segreta di una teenager americana, e per i 12 episodi in Zoey 101.
La sua carriera inizia nel 2002 con un'apparizione in Ancora una volta.

## Filmografia

### Cinema
- Mozart and the Whale (Mozart and the Whale), regia di Petter Næss (2005)
- Wrinkles, regia di Eric Quizon, Mark Solomon (2006)
- Deeply Irresponsible, regia di Marc Buckland (2007)
- The Rock Paper Scissors Show – cortometraggio (2008)
- Balls Out: Gary the Tennis Coach, regia di Danny Leiner (2009)
- Project Almanac - Benvenuti a ieri (Project Almanac), regia di Dean Israelite (2015)

### Televisione
- Ancora una volta (Once and Again) – serie TV, un episodio (2002)
- Alias – serie TV, un episodio (2003)
- Zoey 101 – serie TV, 12 episodi (2006-2008)
- Terminator: The Sarah Connor Chronicles – serie TV, un episodio (2008)
- La vita segreta di una teenager americana (The Secret Life of the American Teenager) – serie TV, 81 episodi (2008-2013)